# Litsea ficoidea
Litsea ficoidea är en lagerväxtart som beskrevs av André Joseph Guillaume Henri Kostermans. Litsea ficoidea ingår i släktet Litsea och familjen lagerväxter. Inga underarter finns listade i Catalogue of Life.